# Chrysosoma posterum
Chrysosoma posterum är en tvåvingeart som beskrevs av Becker 1922. Chrysosoma posterum ingår i släktet Chrysosoma och familjen styltflugor. Inga underarter finns listade i Catalogue of Life.